# 坂井汐梨
坂井 汐梨（さかい しおり、1991年9月18日 - ）は、日本のタレント、モデル、ヨガインストラクター、ピラティスインストラクター。ワタナベエンターテインメント所属。

## 人物
福岡県福岡市出身。身長163cm。福岡大学人文学部卒業。
高校時代、宝塚音楽学校を受験するも最終面接で一歩及ばず。その後、大学4年時に九州朝日放送（KBC）の情報番組「アサデス。」のオーディションに合格し、同番組でタレントデビューする。
その他、テレビ番組やラジオ、CMにも多数出演。
2019年4月よりヨガ及びピラティスインストラクターとして活動中。

## 特技
4歳から16年間クラシックバレエを習っており、並外れた柔軟性をもつ。そのため、九州朝日放送（KBC）の情報番組「サワダデース」内の気象情報コーナー「感じてお天気」では、中継先の同放送局前横断歩道橋上で、片足を垂直に上げる「I字バランス」を披露するのが恒例になっている。

## 所持資格
- 全米ヨガアライアンス RT200
- 小顔ヨガインストラクター
- マタニティヨガインストラクター
- IHTAピラティスインストラクター
- PHI pilates アドバンスエクササイズインストラクター
- アスリートフードマイスター

## 出演

### テレビ
- アサデス。（九州朝日放送、木・金曜レギュラー）2014年4月-2017年9月
- サワダデース （九州朝日放送、月・木曜レギュラー）2014年4月-2017年9月
- キレ☆カワ女子部（TVQ九州放送、レポーター）2016年7月-2017年9月

### ラジオ
- TOGGY's AHEAD!（KBCラジオ、金曜レギュラー）2016年8月-2017年3月
- KBC長浜横丁 amoreバル 愛子（KBCラジオ、水曜レギュラー）2016年10月-2017年3月

### CM
- 石橋工務店
- SB Good Industry Silver Back（シルバーバック）
- ブライダルなび ブラなび+
- キャンピングカー レンタル CANTAL